# 民族民主联盟 (以色列)
民族民主联盟，简称巴拉德，是以色列的一個政党，由阿拉伯裔以色列人建立。
該黨的目標是「致力將以色列轉變為對所有公民都民主的國家，而非僅有民族的認同。」他們反對以色列僅僅是一個猶太國家，希望其能轉變成雙民族（猶太人、阿拉伯人）共同的國家。